# Willis Alston
Willis Alston (ur. w 1769 w hrabstwie Halifax, zm. 10 kwietnia 1837 w Halifax) – amerykański polityk.

## Biografia
Urodził się w 1769 roku w hrabstwie Halifax. Ukończył Princeton College, a następnie zaangażował się w działalność rolniczą. W latach 1790–1792 i 1794–1796 był członkiem legislatury stanowej Karoliny Północnej. W 1798 roku został wybrany do Izby Reprezentantów, z ramienia Partii Demokratyczno-Republikańskiej. Funkcję kongresmana pełnił do 1815 roku. W latach 1820–1824 ponownie zasiadał w legislaturze stanowej, a w 1825 objął mandat w izbie niższej Kongresu. W 1830 roku postanowił nie ubiegać się o reelekcję i powrócił do pracy rolniczej. Zmarł 10 kwietnia 1837 w Halifax.